# ヴィーナスとマルス、キューピッド
『ヴィーナスとマルス、キューピッド』（伊: Venere e Marte con Cupido, 英: Venus and Mars with Cupid）は、イタリア、ルネサンス期のヴェネツィア派の画家パオロ・ヴェロネーゼが1575年から1580年ごろに制作した絵画である。油彩。愛と美の女神ヴィーナスと戦争の神マルスを主題とする神話画ないし寓意画で、おそらく戦争に対する愛の勝利を描いている。ヴェロネーゼにおいては珍しい小型の作品で、制作経緯や発注主については不明である。イギリスの肖像画家トーマス・ローレンス卿、トリノの銀行家リッカルド・グアリーノのコレクションを経て、現在はトリノのサバウダ美術館に所蔵されている。

## 作品
マルスは甲冑を脱ぎ捨ててヴィーナスの両手を取り、女神を寝台に押し倒そうとしている。ところが悪戯好きのキューピッドは彼らの逢引の最中にマルスの軍馬を引っ張ってきたため、マルスもヴィーナスも、外から寝室をのぞき込む馬の顔に驚いている。
古代の神話においては彼らの恋は鍛冶神ウルカヌスの怒りと報復を招くが、寓意的に解釈した場合、戦争に対する愛の勝利を意味する。一方の馬は情欲の象徴であり、馬に手綱をつけて飼いならすことは愛の文明化を象徴している。こうした寓意はヴェロネーゼのメトロポリタン美術館の『キューピッドによって結ばれるヴィーナスとマルス』によって明瞭な形で表されており、本作品もおそらく同様の意味を持つと考えられているが、メトロポリタン美術館の作品と比べると、本作品の寓意的な意味はやや不明瞭である。とはいえ、マルスが武器や防具の類を全く身に着けていないことはヴィーナスの勝利を表しており、手綱をつけられた文明化された馬が登場することは、おそらく彼らの情欲に反省を促す意味がある。
絵画の意味と関連して、メトロポリタン美術館の絵画のほかにもヴェロネーゼの同様の寓意的な神話画、ロンドンのナショナル・ギャラリーの連作『愛の寓意』や、スコットランド国立美術館の『ヴィーナスの衣を脱がすマルス』、ボストン美術館の『ヴィーナスとマルス』といった絵画と比較されている。
帰属に関しては疑われておらず、絵画の質の高さやヴェネツィア派の色彩の持つ力強さ、輝くような人体の美しさが賞賛されている。しかし制作年代については研究者の見解は一致しておらず、ウィリアム・ロジャー・リーリック（William Roger Rearick）のマゼールのヴィッラ・バルバロの壁画との比較から1560年代初期のものとする説と（1988年）、テリージョ・ピニャッティとフィリッポ・ペドロッコ（Filippo Pedrocco）の連作『愛の寓意』との比較から1570年代後期とする説（1976年; 1995年）の間で揺れている。もっとも、リーリックの見解は早すぎると見なされており、ロドルフォ・パッルッキーニによって最初に提案された1575年ごろとする見解（1963年-1964年）が一般的である。

## 来歴

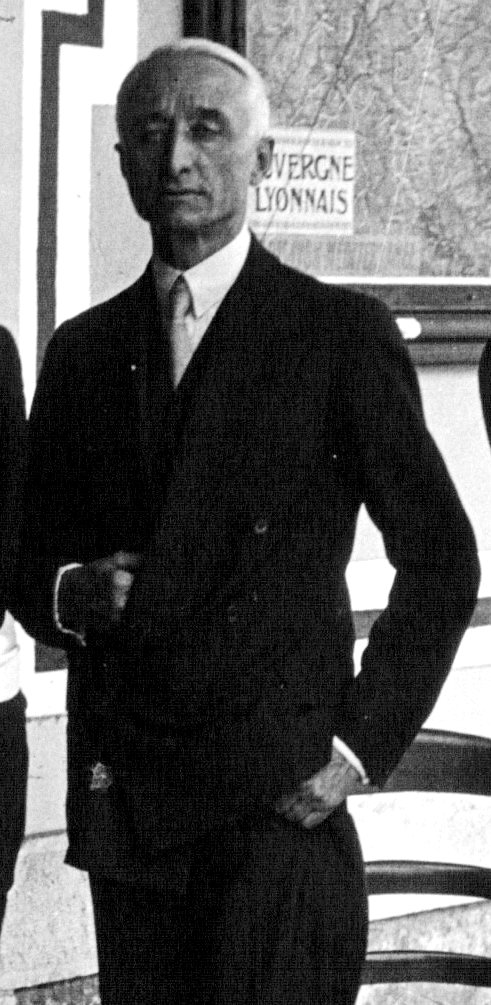
トリノの銀行家リッカルド・グアリーノ。

本作品と思われるヴェロネーゼの絵画の最初の記録は2つあり、1つはヴェネツィアのクリストフォロ・オルセッティ（Cristoforo Orsetti）邸でカルロ・リドルフィが見たと言及している「馬を引くキューピッドを伴った、ヴィーナスと戯れるマルスの絵画」である。もう1つは近年発見された史料によるもので、フェラーラの枢機卿カルロ・エマヌエーレ・ピオ・ディ・サヴォイアの1624年の絵画目録に「馬の手綱を引くキューピッドを伴い、金箔を施した古代風の小さな額物に入った、ヴェロネーゼによるマルスとヴィーナスの絵画」であり、従来は前者が本作品を指すと考えられていたが、現在は後者が有力視されている。
ブレーシャのファウスティーノ・レーキ（Faustino Lechi）のコレクションに含まれていた絵画は19世紀に画家トーマス・ローレンスによって購入された。その後シカゴの実業家ポッター・パーマーの手に渡り、1924年にトリノの銀行家リッカルド・グアリーノは美術史家バーナード・ベレンソンの助言を受けて本作品を購入した。グアリーノは1930年に自身のコレクションをサバウダ美術館に寄贈したが、本作品を含むグアリーノ旧蔵の絵画はロンドンのイタリア大使館の装飾のために送られ、第二次世界大戦後にイタリアに戻された。1959年以降はサバウダ美術館内のグアリーノ寄贈品のために設けられたスペースで展示されている。

## ギャラリー

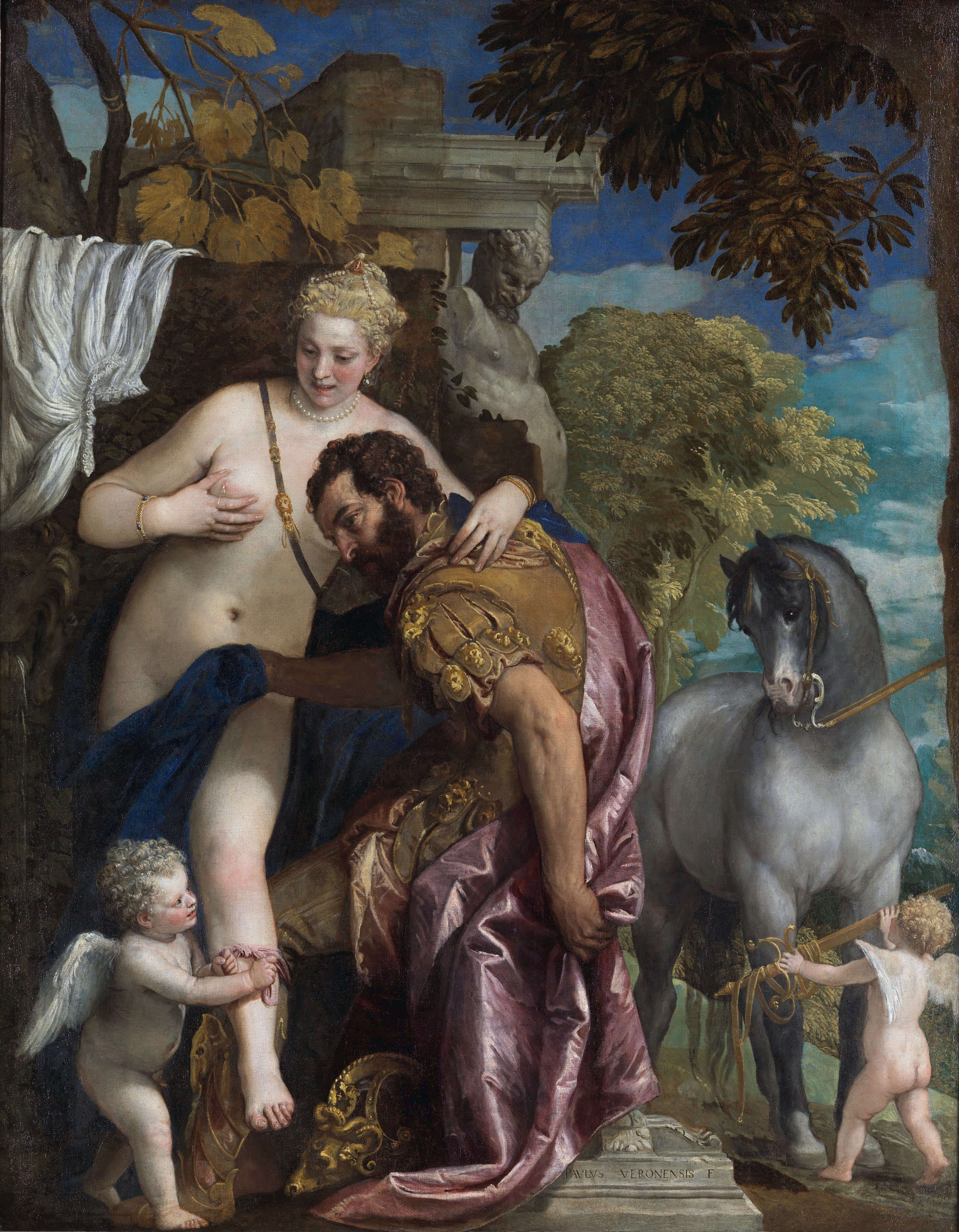
『キューピッドによって結ばれるヴィーナスとマルス』メトロポリタン美術館所蔵
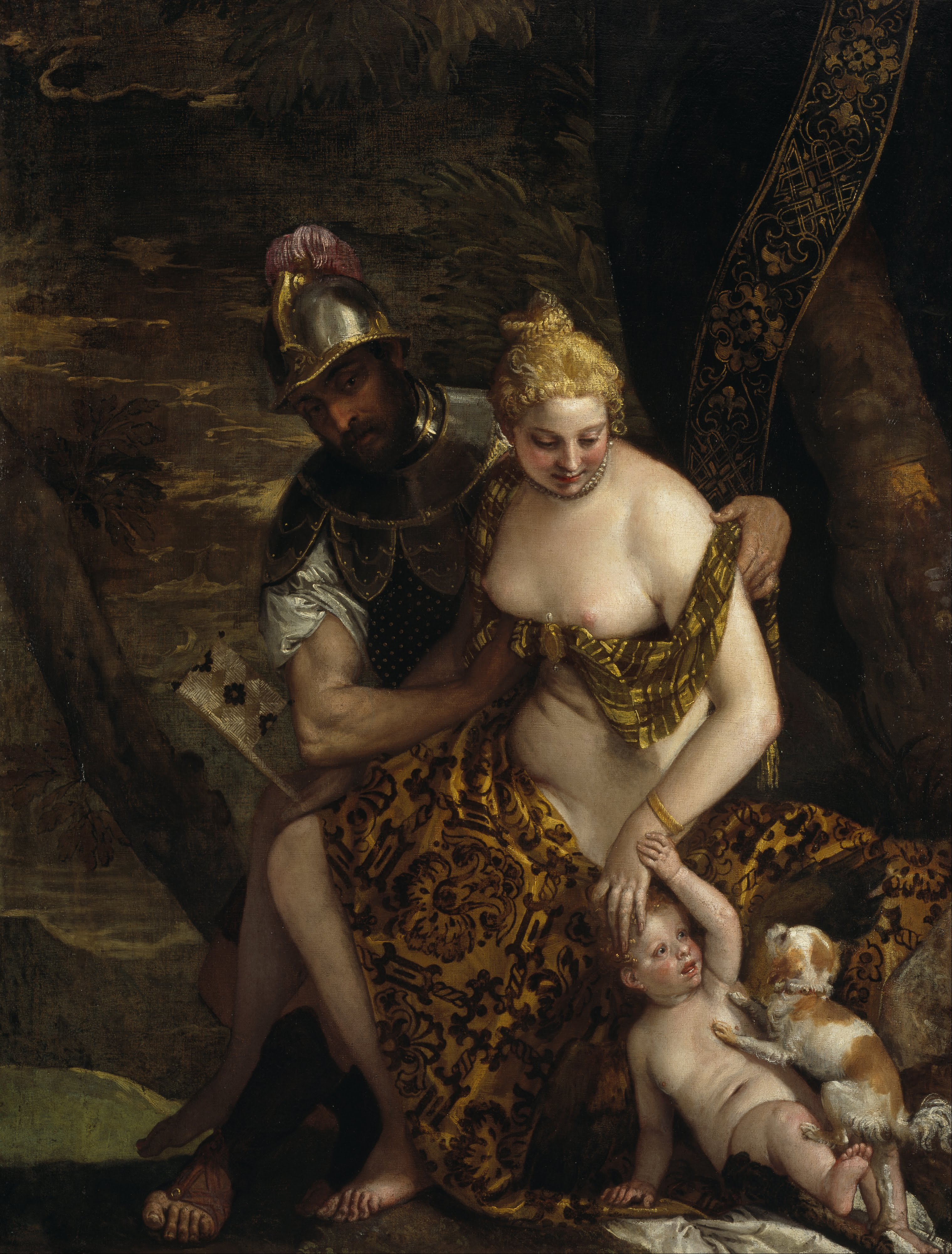
『ヴィーナスの衣を脱がすマルス』スコットランド国立美術館所蔵